# Славко Лисица
Славко Лисица (Ламинци Брезици код Градишке, 18. фебруар 1944 — Београд, 28. јун 2013) био је генерал-мајор Војске Републике Српске, бивши командант Друге оклопне бригаде Војске Републике Српске и командант Оперативне групе Добој. Био је један од ријетких команданата који је употребљавао војну тактику блицкриг. Оснивач је Центра војних школа Војске Републике Српске.

## Биографија
Рођен је 1944. у селу Ламинци, општина Градишка у Лијевчу. Основну школу је завршио у Ламинцима. Мајка му се звала Зорка (1920), а отац Саво (1920) који је био у партизанима са чином заставника за вријеме Другог свјетског рата. Послије завршене основне школе, отац шаље најстаријег Славковог брата Игњатија и средњег брата Владу у гимназију у Бањалуку, а најмлађег Славка Лисицу шаље у подофицирску школу ЈНА гдје Славко постаје тенкиста. У периоду 1962–1965. године био је водник тенкиста у Бенковцу. Славко Лисица је био наставник у Школском центру оклопно-механизованих јединица Југословенске народне армије у Бањој Луци. У септембру 1988. године добија прекоманду од Врховне команде ЈНА на мјесто начелника оклопно-механизованих јединица Книнског корпуса. Тада је имао чин потпуковника ЈНА, а начелник Книнског корпуса је био пуковник Ратко Младић.
Заједно са Ратком Младићем је учествовао у борбама за ослобођење села Кијева, Врлике и Отишића, 26. августа 1991. Командовао је војном операцијом Масленички мост (правац Бенковац – село Крушево – Обровац – Масленички мост), 10. септембра 1991. Командовао је војном операцијом Шибенски мост. Вршио је деблокаду правца на путу Книн – Бенковац – Смиљчић – Бокањац – Задар, за деблокаду касарни ЈНА које су биле блокиране и опкољене у Задру 1991, након чега је унапријеђен у чин пуковника ЈНА. У априлу 1992. од тадашњег генерала Ратка Младића, након вијести да су Хрвати заузели Купрес, добио је наређење да оде на Купрес и да командује ослобађањем Купреса. На дан 7. април 1992. покренуо је акцију ослобађања Купреса, приликом чега је заробио преко 50 Хрвата, док је у подрумима пронађен велики број измасакрираних српских лешева. Пуковник Славко Лисица је наредио да се пронађена тијела масакрираних Срба из подрума пренесу у дом здравља на Купресу, те да се позову телевизијске екипе како би се овај злочин документовао и пренио јавности. Према писању Славка Лисице у његовом аутобиографском дјелу „Командант по потреби“, тијела масакрираних Срба су и касније проналажена у самој околини Купреса и околним селима. На дан 8. април 1992. командује акцијом ослобађања Горњег и Доњег Малована, приликом чега је ЈНА заробила у редовима хрватских формација већи број страних плаћеника (Пољака, Литванаца, Естонаца, Нијемаца, Арапа). Тада је ослобођен Купрес, Злосело, рејон Шујице, Купрешка врата и Купрешка висораван, док су се хрватске формације повукле ка планини Цинцар и према Ливну. Тада оснива Тактичку групу за обједињено командовање у зони Купрешке висоравни, након чега по одлуци команде Книнског корпуса ЈНА бива упућен у Гламоч.
Учествује у ослобађању српског села Долац у општини Гламоч у правцу превоја Корићина, а након повлачења ЈНА из тог села, услиједио је напад хрватских формација и спаљивање читавог села. Након Гламоча, по одлуци команде Книнског корпуса бива упућен у Црни Луг код Грахова као командант тактичке групе. Ту руководи стварањем линије одбране према Ливну. У међувремену долази до признања нових држава на територији Југославије од стране појединих великих сила, тако да сама смисао Југословенске народне армије која по уставу треба да брани границе Југославије (њену цјеловитост и неповредивост), бива уздрмана. Државни и војни врх Југославије потпуно губи контролу над појединим дијеловима Југославије, а 4. маја 1992. савезне власти доносе одлуку да се Југословенска народна армија, сви њени припадници заједно са техником повуку до 19. маја 1992. у новоосновану Савезну Републику Југославију која је била сачињена од Републике Србије и Републике Црне Горе. Пуковник ЈНА Славко Лисица се тада налазио у Бањалучком корпусу, а према писању у његовом аутобиографском дјелу „Командант по потреби“, читав састав ЈНА је ову одлуку доживио као шок и издајство Југославије и грађана који су и даље били одани Југославији, у првом реду Срба.
| „                                                                   | Ја сам СФРЈ прихватио као своју домовину. За мене је то била света земља, заклео сам се да ћу бранити њену цјеловитост и неповредивост… а ово сад. Боже, да ли човјек, при чистој свијести, може све то, са чим је и за шта је живио деценијама, да преломи у једном тренутку. И то нечијом одлуком. Нема више Југославије и тачка. Пред тим стаје памет. | ” |
| — Командант по потреби (стр. 119) — генерал-мајор ВРС Славко Лисица | |   |

У том периоду су распадом ЈНА створене три различите српске војске, Војска Републике Српске Крајине, Војска Републике Српске и Војска СРЈ. Тада је генерал Ратко Младић постављен за команданта Книнског корпуса, а пуковника Славка Лисицу позива да се из Црног Луга врати у Кнински корпус, гдје му издаје прекоманду у Бањалучки корпус. По повратку у Бањалуку, добија наређење да се јави у команду Друге (сарајевске) армијске области генералу Милутину Кукањцу, гдје му је понуђено да командује оклопном бригадом, што одбија. Након овога догађаја се убрзо десио масакр у Добровољачкој улици 3. маја 1992, а убрзо за тим се десио и напад на колону ЈНА у Тузли 15. маја 1992. године.
У команди Бањалучког корпуса 22. маја 1992. године добија задатак да води Школски центар оклопно-механизованих јединица у Бањалуци (касарна Врбас), гдје почиње са формирањем Друге оклопне бригаде Војске Републике Српске, које је трајало око мјесец дана. Око 20. јуна 1992. по њега шаљу хеликоптер и пребацују га из Бање Луке у Добој у команду Првог крајишког корпуса Војске Републике Српске у којој се припремала војна операција Коридор, за ослобађање територије која је након повлачења ЈНА у СРЈ, била окупирана од стране војних формација из Хрватске. Окупација области „Коридор“ од стране војних формација из Хрватске је трајала око 40 дана од повлачења ЈНА у мају 1992, до завршетка војне операције ″Коридор″.
Док је операција ослобађања Брода трајала више од три мјесеца, пуковник Славко Лисица добија дужност начелника штаба у оперативној групи Добој, и команду над трећом од укопно четири основане тактичке групе. Као командант Тактичке групе три се 24. јуна 1992. враћа у Бањалуку и у команди Друге оклопне бригаде Војске Републике Српске издаје наређење за покрет јединице ка Добоју. Ослобађање територија од хрватских формација је извршено у правцу село Велика – Плехан – Ралић. У овој операцији пуковник Славко Лисица је командовао Вучјачком, Дубичком и Осињском бригадом ВРС на територији општина Добој, Дервента, Брод, Прњавор и Србац. Линија фронта је била дуга 120 km у правцу Добој – Брод. У ноћи између 3. и 4. јула 1992. године пуковник Славко Лисица је у операцији ″Коридор″ ослободио Дервенту. Приликом обезбјеђивања Дервенте, у подруму дома ЈНА су пронађени масакрирани лешеви српских дјевојака, а српска православна црква је срушена. Након ослобађања Дервенте, од избјеглица из Брода формира Бродски батаљон ВРС и покреће војну акцију за ослобађање Брода у склопу операције Коридор. У Сијековцу поред Брода је пронашао да је село потпуно спаљено, а да је преживјело становништво одведено у заробљеништво.
Током операције Коридор у јулу 1992, на позив капетана прве класе ЈНА Исмета Ђухерића, одлази у село Кобаш, општина Србац, гдје води разговоре са муслиманским становништвом тог села које је изразило жељу да се прикључи борби за одбрану Југославије. Пуковник Славко Лисица предлаже да се јединица састављена од Муслимана назове „Самостална муслиманска јединица Меша Селимовић“ у саставу Војске Републике Српске.
На дан 23. јула 1992. командује ослобађањем села Костреш, општина Дервента, на линији фронта према Сијековцу. Ово је била једна од најтежих битака, јер је Војска Републике Српске константно гранатирана са територије Републике Хрватске.
Након ослобађања Костреша, водио је операцију избијања на Саву, односно ослобађања Брода. На дан 2. август 1992. је командовао операцијом ослобађања Брода на правцу Лијешће – Струга – Кричаново – Брод, док је сама акција ослобађања града Брода коначно покренута 4. октобра 1992. Брод је ослобођен 6. октобра у 22.00 часа, а 7. октобра ујутру је Војска Републике Српске под командом пуковника Лисице избила на ријеку Саву. У свом аутобиографском дјелу је записао своје утиске након ослобађања Брода.
| „                                                                   | Налазимо људе који су везани и бачени у бунар, људе убијене у подрумима породичних кућа, по фабричким халама, у спортским халама. Слушамо ужасне приче о страшним мучењима оних који су преживјели. И што је најгоре — увијек је то радио комшија, пред којим се ништа није крило ни скривало, због кога се кућа није закључавала, друг са посла. То не могу да схватим — ваљда је то што су усташе радиле ван сваке памети. Мучити на најсвирепији начин комшију, друга, пријатеља, са којим си провео дјетињство, први пут ишао у школу, дјевојкама, по кафанама, на славе и свадбе, проживио живот — па то може само усташа. То човјек не може да уради. Кад би се та сорта, усташе, могли некако искључити из људске врсте и сви фашисти. | ” |
| — Командант по потреби (стр. 157) — генерал-мајор ВРС Славко Лисица | |   |

Након операције ослобађања Брода, генерал Ратко Младић га 22. јуна 1993. поставља на позицију команданта Оперативне групе Добој (ОГ Добој), за област Теслића, Модриче, Добоја, Станара, Петрова, планине Озрен, Вучијак и Требаве. Командовао је војним операцијама у селу Светлича (Свјетлича) и операцијом у селу Матузићи из кога су Муслимани свакодневно гранатирали Добој. Током командовања Оперативном групом Добој, долази у сукоб са једним дијелом органа власти од којих је тражио да поднесу оставке због корупције, ратног профитерства и криминала у Добоју током Одбрамбено-отаџбинског рата. Након критика на његов рачун да се мијеша у административну власт, генерал Ратко Младић га пребацује у Бањалуку на мјесто команданта Школског центра оклопно-механизованих јединица, након чега је унапријеђен у чин генерал-мајора Војске Републике Српске.
По повратку у Бањалуку је био на кратком војничком одсуству. На дан 1. август 1993. у дотадашњем Школском центру оклопно-механизованих јединица ЈНА оснива Центар војних школа Војске Републике Српске.
По сопственој одлуци је крштен у српском православном манастиру Крка 12. августа 1994. године у тадашњој Републици Српској Крајини. Крштено име му је Ледимир. Пензионисан је 1994. године у 51. години живота.
На изборима у јуну 1996. године се испред Српске патриотске странке (СПаС) кандидовао за председника Републике Српске.
Био је ожењен супругом Браниславом и имао је ћерку Славицу и сина Ненада. Живио је у Бањој Луци.
Преминуо је 28. јуна 2013. на Војномедицинској академији у Београду, након дуже болести. Сахрањен је на бањалучком гробљу Свети Пантелија.

## Занимљивости
Генерал Славко Лисица се помиње у пјесми Љубав удари често тамо гдје не треба, на албуму Ја нисам одавле (1997), Забрањеног пушења из Београда, односно данашњег Но смокинг оркестра.

## Дела
- Славко Лисица — Командант по потреби / Славко Лисица, Издавач: Војводина, Сомбор (1995)
- Командант без потребе / Славко Лисица, Бањалука (2000)